# 偶里乡
偶里乡，是中华人民共和国贵州省黔东南苗族侗族自治州锦屏县下辖的一个乡镇级行政单位。

## 行政区划
偶里乡下辖以下地区：
寨欧村、皆阳村、寨先村、寨霞村、赛村、格溪村、皆久村、云照村、皎洞村和八腊村。